# Aeroportul Caye Caulker
Aeroportul Caye Caulker (IATA: CUK, ICAO: MZCK) este un aeroport din Belize.
Situat la o altitudine de 5 m, aeroportul dispune de o singură pistă.